# Smrdljivi dežniček
Smrdljivi dežniček (znanstveno ime Lepiota cristata) je gliva iz rodu dežničkov (Lepiota).

## Značilnosti
Majhen krhek klobuk ima v premeru 2–4 cm. Mladi primerki so stožčasti oziroma zvonasti, kasneje postane konveksen in sploščen. Povrhnjica ima belkasto ozadje in je okrašena z nepravilno koncentrično razporejenimi luskami rjavkasto-oker barve z oranžnimi ali rdečkastimi toni. Te majhne luske se začnejo pri vrhu in proti robu postajajo redkejše, manjše in zbledijo. Vrh je gladek in enakomerno rdečkasto rjavkaste barve.
Lističi so beli, gosti in niso pritrjeni na bet. 
Bet je vitek in valjast z majno čebulico v dnišču. Krhek, vlaknat in se hitro izvotli. Enostavno se loči od klobuka. Membranasta tančica najprej povezuje bet z robom klobuka, kasneje ko se pretrga ustvari obroček na betu in viseča vlakna na robu klobuka. Obroček je pritrjen in ne drsi gor in dol po betu, kot pri podobnih gobah iz rodu dežnikov.
Ima kiselkast, rahlo oster, neprijeten okus in močan, prodoren, nadležen in značilen vonj, ki ga nekateri opisujejo kot vonj po zažgani gumi z močno aromatično komponento, ki spominja na piment.

## Razširjenost in življenjski prostor
Raste kot saprofit na travnikih, parkih, vrtovih in gozdovih. Razmeroma pogost od poletja do jeseni, a zaradi majhnosti spregledan.

## Mikroskopske značilnosti
Trosni prah je bel. Trosi so oblike naboja - valjasti s trikotno konico. Velikost: 6–7,5 x 3–3,5 µm.

## Podobne vrste
Na prvi pogled izgledajo dežnički, kot miniaturne različice gob iz rodov dežniki (Macrolepiota), zelenolistke (Chlorophyllum), dežnikovci (Leucocoprinus) in kukmakovci (Leucoagaricus):
- orjaški dežnik (Macrolepiota procera)
- rdečeča zelenolistka (Chlorophyllum rhacodes)
- rumeneči kukmakovec (Leucoagaricus americanus)

Obstaja mnogo vrst podobno velikih dežničkov:
- obuti dežniček (Lepiota cylpeolaria) ima izrazito nakosmičen bet.
- lilasti dežniček (Lepiota lilacea) ima lilaste odtenke.

## Strupenost
Po nekaterih virih je smrtno strupena in povzroča faloidni sindrom podobno kot Zelena mušnica (Amanita phalloides).
Po drugih virih so poročila o zastrupitvah nastala zaradi napake pri določitvi in zamenjavi z drugimi zelo podobnimi strupenimi vrstami dežničkov, kot je na primer lilasti dežniček (Lepiota lilacea).

## Galerija slik
- Habitat
- Klobuček
- Lističi, bet in obroček
- Trosi oblike naboja